# Yang Wei-ting
Yang Wei-ting (* 22. September 1994) ist ein taiwanesischer Hürdenläufer, der sich auf die 110-Meter-Distanz spezialisiert hat.

## Sportliche Laufbahn
Erste internationale Erfahrungen sammelte Yang Wei-ting bei den Asienmeisterschaften 2013 in Pune, bei denen er mit 14,89 s in der ersten Runde ausschied. Anschließend wurde er bei den Ostasienspielen in Tianjin Achter. Im Jahr darauf schied er bei den Hallenasienmeisterschaften in Hangzhou im Vorlauf aus und bei den Asienmeisterschaften 2015 in Wuhan wurde er in 13,87 s Sechster. 2016 erreichte er bei den Hallenasienmeisterschaften in Doha in 7,87 s Rang fünf im 60-Meter-Hürdenlauf. Im Jahr darauf belegte er bei den Asienmeisterschaften in Bhubaneswar in 13,83 s Platz sieben und gelangte bei der Sommer-Universiade in bis in das Halbfinale. 2018 nahm er erstmals an den Asienspielen in Jakarta teil und wurde dort in 13,75 s Achter. Im Jahr darauf schied er bei den Asienmeisterschaften in Doha mit 13,75 s in der ersten Runde aus und erreichte anschließend bei den Studentenweltspielen in Neapel in 13,69 s Rang sechs.
Yang absolvierte ein Studium an der National Taiwan Normal University. Sein Onkel Wu Cheng-he war selbst als Hürdenläufer international aktiv.

## Persönliche Bestleistungen
- 100 m Hürden: 13,57 s (+0,5 m/s), 8. Mai 2017 in Taipeh
  - 60 m Hürden (Halle): 7,87 s, 21. Februar 2016 in Doha